# Guénolé Azerthiope
Guénolé Azerthiope est le pseudonyme de Jean-Marie Le Tiec, né en 1944, un homme de théâtre, écrivain et sculpteur français.

## Biographie
Guénolé Azerthiope est né Jean-Marie Le Tiec en 1944.
Il vit et travaille à Paris après avoir été élève de l'École des beaux-arts de Besançon et de l’École Boulle. Il crée des décors et des costumes pour le cinéma, le théâtre et la télévision. Il a dirigé la troupe du Fénoménal Bazaar Illimited.
  
En 1974, avec Roland Topor, il monte le spectacle-visite-guidée Monopolis pour le festival Sigma de Bordeaux. Il monte aussi un spectacle à Paris au théâtre de la Porte-Saint-Martin.
Il sculpte des « Objouets interloquants ».
Guénolé Azerthiope est lauréat du Salon d'art animalier 2000-2001 du Muséum national d'histoire naturelle.
Outre ses productions dramatico-filmiques et ses sculptures, Guénolé Azerthiope est évoqué par François Caradec dans son ouvrage À la recherche d'Alfred Jarry (Seghers, 1974), lorsqu'il est désigné par l'auteur comme étant à l'origine d'un propos incongru venu interrompre le fil de son exposé : « Qui a dit : « Métaphysique à la main, mon copain ? » Personne ne dit mot ? C'est vous, Le Tiec ? Sortez, Monsieuye... » (p. 90) puis p. 113 : « Le régent s'interrompt, s'adressant aux auditeurs : Qui a dit : « Mon cul » ? C'est vous, Le Tiec ? Vous vous croyez encore au patronage ? ».
Guénolé Azerthiope a été collaborateur de Jean Yanne pour l'écriture de ses sketchs.

## Spectacles

### Scénographie
- Zoé ou le Bal des Chimanes, d'André Martel, 1969
- Ubu roi, d'Alfred Jarry, Théâtre de Plaisance et Théâtre Mouffetard, Paris, 1970[7]
- Le Fils de Miss Univers de Jean-Pierre Sentier, mise en scène Guénolé Azerthiope, Théâtre Ouvert Festival d'Avignon, 1972
- Le Retour de Miss Univers, au Théâtr'Rond & au Cirque des charmeurs réunis Avignon
- Le Casse gueule authentique
- Monopolis au Festival Sigma à Bordeaux, 1974
- La Confusion crée l'orgasme, 1975
- Vole-moi un petit milliard de Gérard Saint-Gilles (pseudonyme de Fernando Arrabal), mise en scène de Michel Berto, Cie Michel Berto-Jean-Michel Ribes, 1977
- La Transatlantide, au Café de la gare, Paris, 1980
- Palomar et Zigomar, 1982
- Le Bastringue, Karl Valentin

### Films

#### Réalisation et interprétation
- Archifixation, 8 , 1974

#### Interprétation
- Joséphine, ange gardien, (saison 4, épisode 1 : Une famille pour Noël) de Nicolas Cuche, 2000.
- B comme Bolo, téléfilm de Jean-Michel Ribes, 1994.
- Le Roman d'un truqueur, long métrage écrit et réalisé par Paul Dopff, 1991.
- Notre Imogène, téléfilm de Sylvain Madigan, 1990.
- Poule et Frites, de Luis Rego, 1987.
- Élégance, joyeux znniversaire, Cocktail minute, réalisation de Paul Dopff, total 5 minutes, 1986.
- Supermouche, réalisation de Paul Dopff, 5 minutes, 1979.
- Le Phénomène, réalisation de Paul Dopff, 7 minutes, 1977.
- Un comique né, téléfilm de Michel Polac, 1977
- Calmos de Bertrand Blier, 1976.

### Expositions
- Festival de l'Humour, Cannes, 1986
- Galerie RTL Télévision, Paris, 1987
- Ateliers des Charmeurs réunis, Paris, 1989
- Centre culturel Aragon, Orly, 1990
- Espace Jacques Prévert, Aulnay-sous-Bois, 1991
- Le Collège à la Collégiale, Chartres, 2000
- Salon d'art contemporain, Muséum national d'histoire naturelle, Paris, 2000/2001
- Drôles d'oiseaux, Château de Flers, 2001/2002[8]
- Galerie de l’ECU de France, Viroflay, 2002
- Maison de l’Environnement, Sermamagny, 2002
- Studio théâtre de la Comédie-Française, Paris, 2006